# 진가 (진)
진가(秦嘉, ?-?)는 진(秦) 말기 민란의 지도자로, 스스로 초(楚)의 대사마(大司馬)가 되었으나, 초 상주국(上柱國) 항량(項梁)에게 살해되었다.

## 생애
진 2세 황제 호해(胡亥) 원년(기원전 209), 진가와 주계석(朱鷄石), 동설(董緤), 정포(鄭布), 정질(丁疾) 등이 기병하여, 동해군(東海郡)의 소재지 담현(郯縣)에서 동해군수 경(慶)을 포위하고 진승(陳勝)의 봉기에 호응하였다.
진의 소부(少府) 장한(章邯)이 장초(張楚)를 정벌하고, 진시황(秦始皇)의 무덤인 여산(驪山)을 지키던 죄수들을 무장하고 진승을 격파하였다. 진가는 진승이 진군에게 격파당하여 생사를 알 수 없다는 소식을 듣고, 진가는 팽성(彭城, 강소성江蘇省 서주徐州)에서 초의 대사마에 올랐고 초나라 종실 경구(景駒)를 '초가왕(楚假王)'으로 옹호하였으며, 후에 초왕이라고 칭하였다. 경구가 초왕을 칭하였을 때 초나라 사람들과 제(齊)나라 사람들은 모두 진승의 생사와 소재를 몰랐다.
경구는 공손경(公孫慶)을 제왕(齊王) 전담(田儋)에게 사신으로 파견하여 전담에게 출병하여 초와 함께 진을 공격하도록 설득하였으나, 전담은 거절하면서 '듣기에 진승 대왕이 패전하여 생사를 모르는데 초나라는 어째서 청하지 않고 경구를 초왕으로 삼았는가'라고 꾸짖었다. 공손경은 '제나라가 왕을 세워도 초나라에게 청하지 않는데 어째서 초나라가 왕을 세우면서 제나라에 청해야 하는가? 그리고 초나라는 이전에 먼저 난을 일으킨 나라이니 천하를 호령해야 한다'고 반박했다. 전담은 대노하여 공손경을 죽였다. 4월, 항량이 부하 군관에게 선고하며, '진승 대왕은 이전에 난을 일으켜 전쟁에서 패하고 행방이 불명되었는데, 경구와 진가는 진승 대왕을 배반하였으니 대역무도하다'고 하며, 군대를 파견하여 진가를 격파하고 살해하였으며, 경구는 양(梁)(즉 위魏나라)으로 도주하여 죽었다.

## 같이 보기
- 오광
- 진승·오광의 난
- 진승
- 초왕 경구